# Arin, Vayots Dzor
Arin (tiếng Armenia: Արին) là một làng thuộc tỉnh Vayots Dzor, Armenia. Dân số ước tính năm 2011 là 281 người.